# Shabakken
Shabakken  zijn aanhangers van een syncretistische geloofsovertuiging (het shabakisme) waarin men yezidische en soefistische (islamitische) kenmerken aantreft. De religie sluit ook nauw aan op Ahl-e Haqq.
Het aantal aanhangers van deze religie wordt geschat op circa 100.000 in Irak. Zoals andere religieuze minderheden in Irak en het Midden-Oosten zijn de Shabakken al jaren het doelwit van salafistische en wahabistische terreurgroepen. Iraaks Koerdistan heeft als doelstelling dorpen van de Shabakken in haar grondgebied te integreren in de Iraakse provincie Ninawa. Door de Irakese Burgeroorlog die in 2014 weer is opgelaaid staat deze minderheid ernstig onder druk.